# De Cock en de sluimerende dood
De Cock en de sluimerende dood  is het tweeënveertigste deel van de detectivereeks De Cock van de Nederlandse auteur Appie Baantjer waarin rechercheurs Jurriaan 'Jurre' de Cock en Dick Vledder de moord oplossen op een architect. Het boek speelt zich af in Amsterdam en Hoorn en behandelt het invriezen na de dood, de dilemma's voor de levenden, afpersing en chicanie en is gesitueerd in een welgesteld milieu in de jaren negentig van de twintigste eeuw.

## Verhaal
Rechercheur De Cock mijmert over de tijd na zijn pensioen. Hij geeft desgevraagd toe aan Dick Vledder hem dan over 2 jaar te zullen missen. Destijds was Gerhard Langenbergh zijn mentor. Afgelopen week heeft hij de nu langzaam stervende collega voor het laatst opgezocht. Zelf heeft de grijze rechercheur alvast een stukje grond gekocht aan de rand van Medemblik, de toenmalige woonplaats van auteur Baantjer. Een kunstzinnig architect Bobbejaan van der Vennen uit Wervershoof zal te zijner tijd daar een huisje voor hem laten bouwen. Midden in de discussie komt ene Roderick van Borsele de recherchekamer binnenlopen. Zijn 73-jarig moeder, een weduwe, uit Purmerend is gisteravond niet volgens afspraak aangekomen in zijn woning aan de Keizersgracht. Onderzoek in haar flat in Purmerend leerde hem dat haar handtasje verdwenen was. Zonder dat ging ze niet op stap. Maar moeder heeft wel een ongeneeslijke leverkanker. Ze is echter niet bang voor de dood en speelt zelfs met de gedachte van het eeuwig leven.
De Cock zet een opsporingsbericht voor Marrigje Catharina Stoffels op de telex. Maar Dick Vledder is het er niet mee eens dat de grijze rechercheur er verder nog enige tijd in steekt. Het is een zaak voor de collega’s in Purmerend. De Cock pleit voor één landelijke politie en gaat in Purmerend onderzoek instellen, wat Dick Vledder ook te berde brengt. De discussie wordt gesmoord door het bericht over de telefoon van een moordaanslag. De vrouw van architect Bobbejaan van der Vennen meldt dat haar man met 3 kogels in zijn lijf zwaargewond ligt in het Westfries Gasthuis te Hoorn. Opnieuw ontstaat er een felle discussie tussen de twee rechercheurs, de Amsterdammer Vledder en de menselijke De Cock. Maar Dick Vledder rijdt diezelfde avond de politievolkswagen toch naar Hoorn. Ter plaatse blijkt het slachtoffer reeds overleden. Zijn echtgenote vertelt dat hij om 10 uur ’s avonds op zijn avondwandeling is neergeschoten. Hoewel De Cock nu formeel aangeeft de zaak niet zelf te mogen behandelen, belooft hij wel het recherchewerk nauwlettend van een afstand te blijven volgen.
De volgende morgen meldt zich op de recherchekamer Martijn Schuitema, woonachtig in hetzelfde flatgebouw als de verdwenen weduwe Stoffels. Hij kwam haar tegen in de lift en het was liefde op het eerste gezicht. Het blijkt dat Marrigje, die zich overigens Maria laat noemen, haar zwarte kater in een mandje heeft meegenomen. Als eerste bezoeken de rechercheurs in Purmerend de dochter van Maria, Rolandina Scheepers. Laatstgenoemde maakt zich juist zorgen over een vieze oude man, Martijn, die op de erfenis van de weduwe uit zou zijn. Van een huwelijk kan geen sprake zijn, al moesten zij en haar broer Rigobert hun moeder ontvoeren. De twee rechercheurs nemen vervolgens Martijn Schuitema nog een verhoor af. De gepensioneerde ingenieur geeft toe dat de kinderen van Maria in hem een huwelijkszwendelaar zien. Rolandina en Rigobert hebben zelfs gedreigd hun moeder en Martijn te zullen vermoorden, als ze samen in het huwelijk zouden treden. Terwijl de twee rechercheurs terug naar Amsterdam rijden, toont De Cock vol trots de huissleutel van Maria haar flat, die hij van Martijn heeft geleend. Morgen gaat Bram van Wielingen de badkamer fotograferen. Want op de spiegel stond met zeep geschreven: Roderick heeft gelijk, de hemel-kan-wachten.
De volgende morgen gaan de twee rechercheurs naar Smalle Lowietje voor een cognackie. De grijze rechercheur legt de verbaasde Lowie uit dat hij druk bezig is met een verdwenen vrouw van 73 en haar kat in een mandje. De Cock maakt geen onderscheid tussen kleine en grote criminaliteit. Maar Lowietje kent ene Ricky van Borsele uit Purmerend, die een vreemde sekstent op de Wallen heeft gekocht voor een half miljoen met ook een afdeling bejaardenseks. Lieve omaatjes. De caféhouder herkent de foto van Maria, die eenmalig met Ricky in zijn etablissement is geweest. Teruglopend zijn de rechercheurs het erover eens dat Ricky Rigobert is. De Cock stelt voor om naar het Station Purmerend Overwhere te gaan. Ze gaan vaste treinpassagiers vragen naar een oude vrouw met een kat in haar mandje. Ze krijgen een merkwaardige tip. De vrouw die wekelijks met haar kat in een mandje op het perron stond, was er twee dagen geleden weer. Alleen op een ander perron richting Hoorn en Enkhuizen. De Cock besluit morgen om dezelfde tijd weer naar Purmerend Overwhere te rijden. Terug in Amsterdam zit de 14-jarige Mariska Scheepers te wachten. Via haar oom Roderick weet ze dat haar oma zoek is. Ze beschuldigt haar moeder en haar oom Rigobert dat ze haar oma kwaad hebben gedaan. Dick Vledder is nog maar net terug uit Purmerend, of een briesende oom Rigobert komt verhaal halen bij de twee rechercheurs. Maar de Cock dringt hem met zijn door zijn moeder gefinancierde sekstent voor gerontofielen langzaam terug in zijn hoek. Rigobert beschuldigt nu Martijn Schuitema. Laatstgenoemde heeft verregaande financiële bevoegdheden gekregen van Maria om haar kapitaal te beheren. Als Rigobert is vertrokken belt Bram van Wielingen, de politiefotograaf, op uit Purmerend. Er is ingebroken in de flat van Maria en de tekst op de spiegel is weggeveegd. Volgens rechercheur Egbert Rutjes uit Purmerend is de inbraak het klungelige werk van een amateur. De flat is grondig doorzocht. Het is er nu een ravage maar er zijn geen bekende vingerafdrukken aangetroffen. Dick Vledder ontbiedt een woedende zoon Roderick op het bureau Warmoesstraat voor overleg. De Cock neemt de leiding in het gesprek met Roderick en komt erachter dat moeder Maria nooit geld leende zonder schuldbekentenis. Een motief voor inbraak. Even later komt Evelien van Ursum, de nicht van ome Martijn Schuitema, de verdwijning van haar oom melden. Met achterlating van zijn parkietje en een tekst op de spiegel in de badkamer: Ik-ben-niet-dood. Kom–naar-mij-kijken. Maria.
Volgens Evelien schreef Maria wel meer met zeep op de spiegel. Oom Martijn lijkt met zijn beste kleren op stap te zijn gegaan. En De Cock legt Vledder uit dat de twee teksten op de badkamerspiegels leken op het handschrift van Maria, maar net iets afweken. Dat is belangrijk. Het zijn nagebootste teksten. Terug aan de Warmoesstraat zit de weduwe Van der Vennen al een uur op rechercheur De Cock te wachten. De Cock kan zich niet echt met dat moordonderzoek bemoeien maar kijkt verbaasd op als hij een lijst van zakelijke contacten van de vermoorde architect doorneemt. De heer Bathmen, van het visfileerbedrijf Bathmen&Borsele uit IJmuiden. Het goedlopende bedrijf van oudste zoon Roderick, dat als bonafide bekendstaat. Inmiddels is chef Buitendam weer iets op het spoor. Dagelijks gedeclareerde speelse retour-treinreisjes Purmerend-Enkhuizen. Het opsporen van twee verdwenen bejaarden valt niet binnen de prioriteiten van commissaris Buitendam. Maar Dick Vledder heeft intussen een belangrijke getuige aan de telefoon gehad, Agatha van Kapelle werkzaam in Purmerend. Ze heeft met een opgewekte oude vrouw met een kat in een mandje in een treincoupé gezeten. De bejaarde dame zou in Hoorn van het station worden opgehaald door haar zoon. In IJmuiden legt directeur Bathmen zijn relatie met de vermoorde architect uit. Het plan voor een nieuw bedrijfspand werd doorgehaald wegens de beperkende visquota. Mededirecteur Roderick van Borsele komt binnen tijdens dit gesprek. Desgevraagd vertelt hij dat zijn broer Rigobert een stacaravan heeft nabij Hoorn, in Nibbixwoud bij een boer op een erf. Terug in Amsterdam blijkt nu ook Mariska Scheepers te zijn verdwenen. Haar vader heeft aangifte gedaan bij de politie in Purmerend. Haar moeder Rolandina komt het de rechercheurs nog even in Amsterdam inpeperen. Moeder wilde al lang een villaatje voor zichzelf en Martijn en haar dochter Mariska paste daar goed bij. Dus goed zoeken maar in de omgeving van Hoorn.
De twee rechercheurs piekeren zich suf en debatteren fel. De Cock heeft het gevoel dat Maria al dood is. Laat in de avond meldt zich wederom weduwe Van der Vennen. Ze heeft in de papieren van haar overleden echtgenoot een aanslag onroerendgoedbelasting voor een nieuwbouwhuis in Medemblik gevonden. Volgens het gemeentehuis klopt de aanslag en was haar man de eigenaar van het pand. Het blijkt een kapitale villa in de bouwstijl van haar man. Naast de deur is een koperen naamplaat aangebracht: Bobbejaan Van der Vennen, architect.
De Cock dwingt een niet-begrijpende en tegenstribbelende Vledder met de politie-Volkswagen achter de Mitsubishi Galant aan te rijden, waarin de grijze rechercheur plaats neemt. Ze gaan naar de villa in Medemblik. De Cock verschaft zich toegang met de erfgename naast hem, die sist dat het haar pand niet is. Hoewel het huis onbewoond lijkt, hoort De Cock ergens een generator zoemen. Hij vindt een luik vlak bij de garagedeur. Een houten trap geeft toegang tot een kelderverdieping. De Cock toont zijn twee metgezellen de ingevroren lichamen van Maria, Martijn en Mariska. De sluimerende dood. De Cock zet ter plekke meteen een val op, gesteund door de collega’s Appie Keizer en Fred Prins. Mevrouw Van der Vennen heeft met alle betrokkenen contact opgenomen en ze die nacht om twee uur op de plaats delict uitgenodigd. Roderick van Borsele wordt als enige in een vuurgevecht overmeesterd.
Bij hem thuis legt De Cock het hele onderzoek nog eens uit. Roderick is met twee ongevaarlijke schoten in zijn benen voorlopig op krukken aangewezen. Het kogelvrije vest heeft zijn kogel bestemd voor de weduwe opgevangen. De Cock heeft Roderick verhoord, die bij toeval in hetzelfde ziekenhuisbed ligt als de door hem vermoorde architect. Roderick beweert dat hij een vloeistof heeft ontwikkeld die kristallisatie bij dit levensreddende vriesdrogen tegengaat. Hij beweert al kippen, konijnen en katten te hebben ingevroren en weer tot leven te hebben gewekt. Hij besloot met architect Bobbejaan Van der Vennen een geheime villa te bouwen, waar hij zijn doodzieke moeder levend kon invriezen. De architect geloofde in dit waanidee en kreeg als beloning een plaats in de kelder voor hemzelf en zijn vrouw toegezegd. Roderick beloofde allen een reis naar de toekomst. Wachtcommandant Jan Kusters van het bureau Warmoesstraat belt het laatste nieuws uit Hoorn door. Een onbekende schutter heeft Roderick in het ziekenhuisbed drie dodelijke kogels door zijn lijf gejaagd. Vledder vraagt of zij erheen gaan? Maar De Cock moet er niet aan denken zich met een schietpartij in Hoorn bezig te houden, temeer daar de dader uit Wervershoof komt. Na vertrek van de rechercheurs wil mevrouw De Cock wel eens weten wie die dader uit Wervershoof is. Volgens haar man is dat een vrouw die niet in aardse gerechtigheid gelooft en niet op de hemelse wil wachten.